# District de Datia
Le district de Datia  (hindi : दतिया जिला) est un district  de l'état du Madhya Pradesh, en Inde,

## Géographie
Au recensement de 2011, sa population compte 786 754 habitants.
Son chef-lieu est la ville de Datia. 